# بورت أورنج
بورت اورنج (بالإنجليزية: Port Orange)‏ هي مدينة أمريكية تقع في ولاية فلوريدا. تبلغ مساحة هذه المدينة 74.3 (كم²)،ويبلغ عدد سكانها 56048 نسمة حسب إحصاء سنة 2010 م 56048.تشير إحصاءات سنة 2000م بأن الكثافة السكانية في هذه المدينة تقدر بـ(auto) نسمة/كم2 